# 2,4,6-Tris(biphenyl-3-yl)-1,3,5-triazin
2,4,6-Tris(biphenyl-3-yl)-1,3,5-triazin ist eine chemische Verbindung, die den Stoffgruppen der Triazine und der Biphenyle zugeordnet werden kann. Mit dem 2,4,6-Tris(biphenyl-4-yl)-1,3,5-triazin und dem 2,4,6-Tris(biphenyl-2-yl)-1,3,5-triazin existieren noch zwei isomere Trisbiphenyltriazine.

## Gewinnung und Darstellung
Eine Synthesevariante geht von der Bildung der Triazinstruktur durch eine Trimerisierung von m-Brombenzonitril aus. Im zweiten Schritt erfolgt in einer dreifachen Suzuki-Reaktion mit Benzolboronsäure die Umsetzung zur Zielverbindung.

## Eigenschaften
Die Synthese ergibt ein amorphes Material, das bei 95 °C einen Glasübergang zeigt. Nach der Kaltkristallisation ab 137 °C wird ein kristallines Material gebildet, welches bei 204 °C schmilzt.

## Verwendung
Die Verbindung wird als Komponente in grün emittierenden OLEDs diskutiert.